# Wayd
A Wayd szlovák progresszív death metal együttes, 1994-ben alakult Eperjes városában. A zenekar tagjai szerint nevük egy "olyan kifejezés rövidítése, amelyet lehetetlen lefordítani". A Wayd a death metal és a dzsessz műfaját ötvözi. Eddig négy nagylemezt adtak ki.

## Tagok
- Drahos Jurik - basszusgitár, ének
- Milan Savko - gitár, ének
- Richard Majer - gitár
- Brano Kósa - gitár

## Diszkográfia
- Shape of Your Mind (demó, 1995)
- The Ultimate Passion (album, 1997)
- Barriers (album, 2001)
- Decadance (album, 2003)
- Ghostwalk (album, 2007)